# 卡姆揚卡 (亞倫市鎮)
50°31′17″N 27°17′42″E / 50.52139°N 27.29500°E
卡姆揚卡（烏克蘭語：Кам'янка）是位於烏克蘭北部的村莊，由日托米爾州茲維亞赫爾區的亞倫市鎮負責管轄。該村始建於1887年，面積1.25平方公里，海拔高度224米，2001年人口422，人口密度每平方公里337.87人。